# Gülcan Arslan
Gülcan Arslan (* 1. Mai 1986 in Karasu) ist eine türkische Schauspielerin.

## Leben und Karriere
Gülcan Arslan wurde am 1. Mai 1986 in Karasu geboren. Sie studierte an der Sadri Alışık Kültür Merkezi. Ihr Debüt gab sie 2007 in der Fernsehserie Sardunya Sokak. 2008 wurde sie für die Serie Sınıf gecastet. Im selben Jahr spielte sie in Hepimiz Birimiz İçin mit.
Ihre erste Hauptrolle bekam sie 2011 in der Serie Her Şeye Rağmen. Unter anderem spielte Arslan 2014 in Günahkar die Hauptrolle. Anschließend war Arslan 2017 in Ölene Kadar zu sehen. 2021 trat sie in Doğduğun Ev Kaderindir auf.

## Filmografie
Filme
- 2011: Entelköy Efeköy'e Karşı

Serien
- 2007: Sardunya Sokak
- 2008: Hepimiz Birimiz İçin
- 2008: Sınıf
- 2008: Gurbet Kuşları
- 2009: Kafkas
- 2009: Kahramanlar
- 2011: Herşeye Rağmen
- 2011: Bir Çocuk Sevdim
- 2013: Arka Sokaklar
- 2015–2016: Muhteşem Yüzyıl: Kösem
- 2017: Ölene Kadar
- 2019: Zengin ve Yoksul
- 2021: Doğduğun Ev Kaderindir
- 2021: Barbaroslar: Akdeniz'in Kılıcı